# Wiesław Adamski
Pour les articles homonymes, voir Adamski.
Wiesław Adamski, né le 26 juillet 1947 à Wierzchowo (voïvodie de Poméranie occidentale) et mort le 10 février 2017 à Wałcz (voïvodie de Poméranie occidentale), est un sculpteur polonais. Il résidait à Szczecinek.

## Biographie

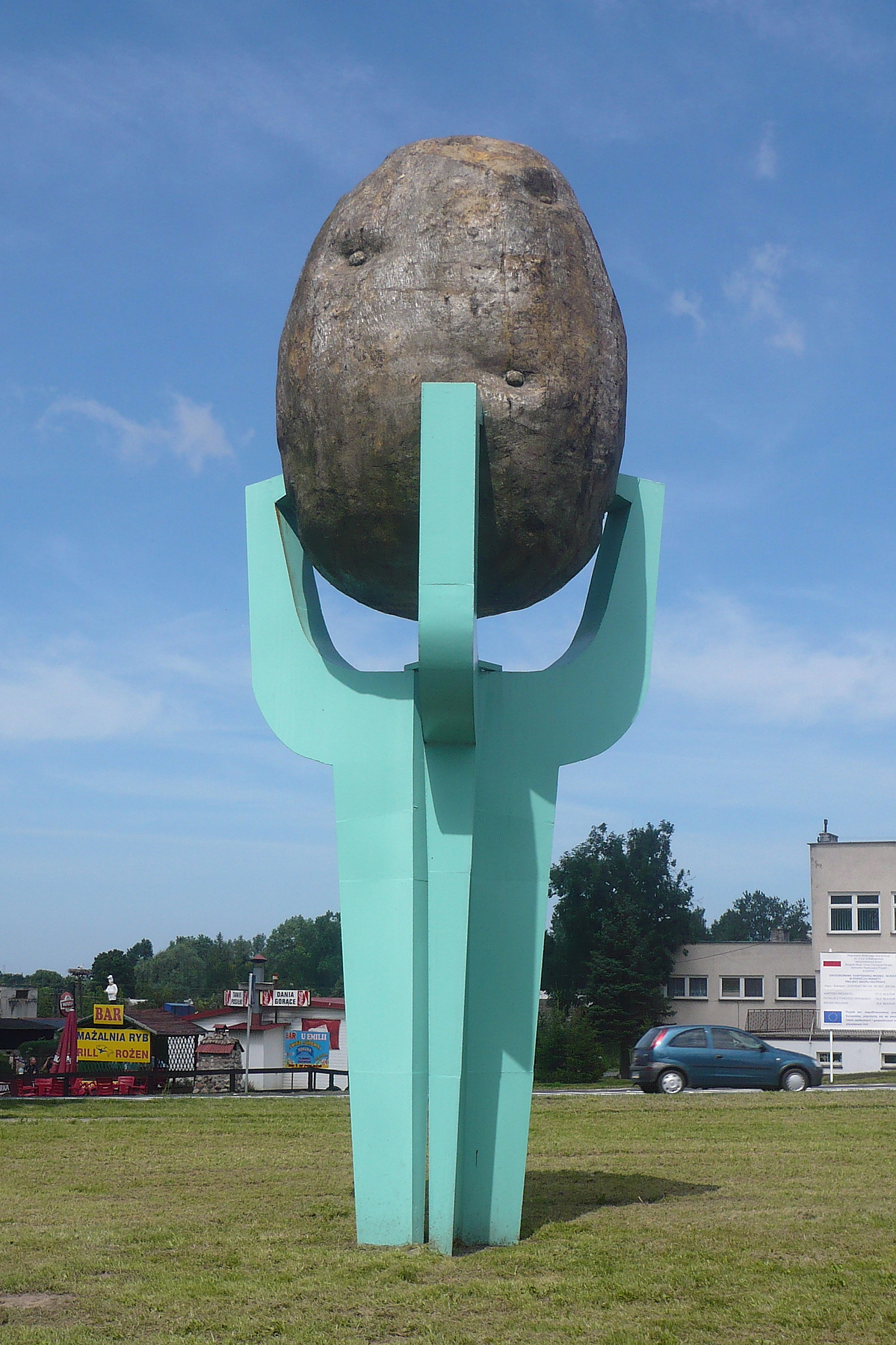
Monument à la pomme de terre à Biesiekierz.

Wiesław Adamski a étudié à l'école des beaux-arts de Szczecin, puis à la faculté de sculpture de l'université des arts de Poznań dont il est diplômé. 
Il réalise de petites sculptures, des médailles, des portraits sculptés, des pièces en fer forgé. 
On lui doit, entre autres, le « Monument à la pomme de terre » (de 3,95 mètres de haut, 9 mètres avec le support-piédestal) érigé à Biesiekierz près de Koszalin et le bas-relief représentant un aigle qui orne l'immeuble du tribunal de Szczecinek. 
Les œuvres de Wieslaw Adamski ont été exposées notamment à Helsinki, Poltava, Berlin, Madrid, Washington et Paris . En outre certaines de ses œuvres sont visibles dans la galerie d'Érasme de Rotterdam, dans la galerie d'art de Ravenne et au musée national de Varsovie.